# Droga krajowa B72 (Niemcy)
Droga krajowa 72 (niem. Bundesstraße 72, B 72) – niemiecka droga krajowa przebiegająca  na osi północny zachód, południowy wschód od węzła Cloppenburg na autostradzie A1 koło Emstek do portu promowego w Norddeich koło Norden w Saksonii-Anhalt.

## Odcinki międzynarodowe
Droga pomiędzy węzłem Cloppenburg na autostradzie A1 a skrzyżowaniem z drogą B213 na obwodnicy Cloppenburga jest częścią trasy europejskiej E233 (ok. 15 km).

## Miejscowości leżące przy B72
Emstek, Cloppenburg, Varrelbusch, Mittelsten Thüle, Friesoythe, Hüllen, Sedelsberg, Scharrel, Ramsloh, Strücklingen, Detern, Filsum, Hesel, Bagband, Mittegroßefehn, Aurich, Südbrookmerland, Georgsheil, Marienhafen, Osteel, Norden, Norddeich.